# Pattinaggio di figura ai IV Giochi olimpici invernali - Pattinaggio di figura maschile
La competizione del pattinaggio di figura maschile dei IV Giochi olimpici invernali si è svolta nei giorni dall'8 al 14 febbraio 1936 allo stadio del ghiaccio Olympia-Kunsteis-Stadion di Garmisch-Partenkirchen.

## Risultati

### Figure Obbligatorie
Si sono disputate nei giorni 9 e 10 febbraio
| Pos. | Concorrente        | Nazione        | Giudici   | Giudici   | Giudici   | Giudici   | Giudici   | Giudici   | Giudici   | TPO    |
| Pos. | Concorrente        | Nazione        | Giudice 1 | Giudice 2 | Giudice 3 | Giudice 4 | Giudice 5 | Giudice 6 | Giudice 7 | TPO    |
| Pos. | Concorrente        | Nazione        | Punti     | Punti     | Punti     | Punti     | Punti     | Punti     | Punti     | TPO    |
| ---- | ------------------ | -------------- | --------- | --------- | --------- | --------- | --------- | --------- | --------- | ------ |
| 1    | Karl Schäfer       | Austria        | 249,8     | 241,2     | 250,3     | 247,3     | 258,6     | 250,9     | 257,9     | 1756,0 |
| 2    | Montgomery Wilson  | Canada         | 249,5     | 226,2     | 240,5     | 246,5     | 232,8     | 234,8     | 234,7     | 1665,0 |
| 3    | Graham Sharpe      | Gran Bretagna  | 234,0     | 233,5     | 240,5     | 229,9     | 240,8     | 242,2     | 243,0     | 1663,9 |
| 4    | Ernst Baier        | Germania       | 236,1     | 228,2     | 236,8     | 237,4     | 240,1     | 234,8     | 245,9     | 1659,3 |
| 5    | Felix Kaspar       | Austria        | 236,9     | 220,5     | 236,6     | 230,9     | 247,1     | 230,1     | 236,4     | 1638,5 |
| 6    | Marcus Nikkanen    | Finlandia      | 232,9     | 212,7     | 240,7     | 236,4     | 228,6     | 222,5     | 224,4     | 1598,2 |
| 7    | Dénes Pataky       | Ungheria       | 220,5     | 212,0     | 221,6     | 216,0     | 231,9     | 248,6     | 233,2     | 1583,8 |
| 8    | Elemér Terták      | Ungheria       | 216,5     | 207,7     | 217,0     | 223,1     | 225,1     | 242,8     | 226,6     | 1558,8 |
| 9    | Jack Dunn          | Gran Bretagna  | 229,3     | 216,2     | 213,3     | 222,0     | 222,3     | 231,6     | 221,3     | 1556,0 |
| 10   | Robin Lee          | Stati Uniti    | 230,8     | 206,2     | 217,1     | 218,9     | 219,6     | 207,9     | 213,0     | 1513,5 |
| 11   | Geoffrey Yates     | Gran Bretagna  | 220,4     | 217,9     | 219,2     | 215,7     | 215,1     | 210,8     | 211,9     | 1511,0 |
| 12   | Erle Reiter        | Stati Uniti    | 223,2     | 206,7     | 225,2     | 220,6     | 210,8     | 208,1     | 214,2     | 1508,8 |
| 13   | Freddie Tomlins    | Gran Bretagna  | 221,8     | 212,5     | 209,0     | 204,6     | 221,7     | 210,8     | 215,6     | 1496,0 |
| 14   | Lucian Büeler      | Svizzera       | 219,8     | 203,3     | 208,2     | 213,0     | 218,2     | 206,6     | 210,3     | 1479,4 |
| 15   | Hellmut May        | Austria        | 210,9     | 204,8     | 208,9     | 208,4     | 226,4     | 210,1     | 207,6     | 1477,1 |
| 16   | Toshiichi Katayama | Giappone       | 208,8     | 201,1     | 217,4     | 215,0     | 210,9     | 205,1     | 206,1     | 1464,4 |
| 17   | Leopold Linhart    | Austria        | 202,4     | 195,9     | 201,5     | 207,8     | 224,2     | 208,6     | 218,3     | 1458,7 |
| 18   | George Hill        | Stati Uniti    | 209,3     | 195,1     | 208,9     | 206,4     | 194,0     | 204,4     | 195,2     | 1413,3 |
| 19   | Günther Lorenz     | Germania       | 201,8     | 193,7     | 184,7     | 199,0     | 200,8     | 206,5     | 205,4     | 1391,9 |
| 20   | Kazuyoshi Oimatsu  | Giappone       | 195,6     | 199,4     | 199,4     | 199,2     | 194,9     | 200,5     | 195,3     | 1384,3 |
| 21   | Roman Turuşanco    | Romania        | 198,7     | 193,8     | 202,2     | 204,4     | 187,9     | 199,9     | 192,0     | 1378,9 |
| 22   | Jaroslav Sadílek   | Cecoslovacchia | 197,6     | 180,9     | 186,6     | 184,6     | 191,5     | 200,6     | 210,3     | 1352,1 |
| 23   | Zenjiro Watanabe   | Giappone       | 194,8     | 174,0     | 200,2     | 195,6     | 194,7     | 191,4     | 189,7     | 1340,4 |
| 24   | Tsugio Hasegawa    | Giappone       | 197,2     | 182,2     | 178,2     | 195,6     | 178,8     | 187,0     | 183,0     | 1302,0 |
| 25   | Verners Auls       | Lettonia       | 128,4     | 132,5     | 131,2     | 121,9     | 127,2     | 134,0     | 126,0     | 901,2  |

### Figure Libere
Si sono disputate il giorno 14 febbraio.
| Pos. | Concorrente        | Nazione        | Giudici   | Giudici   | Giudici   | Giudici   | Giudici   | Giudici   | Giudici   | TPO    |
| Pos. | Concorrente        | Nazione        | Giudice 1 | Giudice 2 | Giudice 3 | Giudice 4 | Giudice 5 | Giudice 6 | Giudice 7 | TPO    |
| Pos. | Concorrente        | Nazione        | Punti     | Punti     | Punti     | Punti     | Punti     | Punti     | Punti     | TPO    |
| ---- | ------------------ | -------------- | --------- | --------- | --------- | --------- | --------- | --------- | --------- | ------ |
| 1    | Karl Schäfer       | Austria        | 172,5     | 163,5     | 174,0     | 171,0     | 174,0     | 174,0     | 174,0     | 1203,0 |
| 2    | Felix Kaspar       | Austria        | 166,5     | 165,0     | 172,5     | 160,5     | 166,5     | 166,5     | 165,0     | 1162,5 |
| 3    | Jack Dunn          | Gran Bretagna  | 171,0     | 162,0     | 166,5     | 165,0     | 163,5     | 165,0     | 165,0     | 1158,0 |
| 4    | Ernst Baier        | Germania       | 165,0     | 156,0     | 163,5     | 166,5     | 165,0     | 163,5     | 166,5     | 1146,0 |
| 5    | Montgomery Wilson  | Canada         | 159,0     | 154,5     | 160,5     | 156,0     | 160,5     | 151,5     | 154,5     | 1096,5 |
| 6    | Graham Sharpe      | Gran Bretagna  | 160,5     | 157,5     | 154,5     | 153,0     | 151,5     | 160,5     | 157,5     | 1095,0 |
| 7    | Elemér Terták      | Ungheria       | 153,0     | 150,0     | 153,0     | 159,0     | 157,5     | 162,0     | 159,0     | 1093,5 |
| 8    | Leopold Linhart    | Austria        | 153,0     | 151,5     | 162,0     | 157,5     | 159,0     | 150,0     | 157,5     | 1090,5 |
| 9    | Marcus Nikkanen    | Finlandia      | 156,0     | 150,0     | 157,5     | 153,0     | 147,0     | 151,5     | 151,5     | 1066,5 |
| 10   | Freddie Tomlins    | Gran Bretagna  | 147,0     | 148,5     | 142,5     | 153,0     | 154,5     | 151,5     | 157,5     | 1054,5 |
| 11   | Dénes Pataky       | Ungheria       | 150,0     | 141,0     | 139,5     | 147,0     | 151,5     | 157,5     | 153,0     | 1039,5 |
| 12   | Robin Lee          | Stati Uniti    | 157,5     | 144,0     | 156,0     | 147,0     | 147,0     | 135,0     | 141,0     | 1027,5 |
| 13   | Günther Lorenz     | Germania       | 136,5     | 142,5     | 133,5     | 148,5     | 150,0     | 150,0     | 151,5     | 1012,5 |
| 14   | Hellmut May        | Austria        | 139,5     | 135,0     | 139,5     | 142,5     | 150,0     | 150,0     | 150,0     | 1006,5 |
| 15   | Roman Turuşanco    | Romania        | 141,0     | 141,0     | 142,5     | 144,0     | 133,5     | 144,0     | 139,5     | 985,5  |
| 16   | Toshiichi Katayama | Giappone       | 126,0     | 144,0     | 138,0     | 138,0     | 145,5     | 133,5     | 142,5     | 967,5  |
| 17   | Erle Reiter        | Stati Uniti    | 138,0     | 148,5     | 144,0     | 135,0     | 129,0     | 133,5     | 133,5     | 961,5  |
| 18   | Kazuyoshi Oimatsu  | Giappone       | 124,5     | 133,5     | 145,5     | 130,5     | 141,0     | 135,0     | 138,0     | 948,0  |
| 19   | Zenjiro Watanabe   | Giappone       | 117,0     | 136,5     | 133,5     | 136,5     | 139,5     | 130,5     | 144,0     | 937,5  |
| 20   | Geoffrey Yates     | Gran Bretagna  | 139,5     | 136,5     | 132,0     | 132,0     | 132,0     | 126,0     | 132,0     | 930,0  |
| 21   | Lucian Büeler      | Svizzera       | 139,5     | 135,0     | 127,5     | 135,0     | 132,0     | 130,5     | 126,0     | 925,5  |
| 22   | Tsugio Hasegawa    | Giappone       | 115,5     | 127,5     | 132,0     | 129,0     | 126,0     | 126,0     | 144,0     | 900,0  |
| 23   | George Hill        | Stati Uniti    | 133,5     | 121,5     | 117,0     | 120,0     | 120,0     | 123,0     | 127,5     | 862,5  |
| 24   | Jaroslav Sadílek   | Cecoslovacchia | 105,0     | 102,0     | 100,5     | 114,0     | 117,0     | 121,5     | 123,0     | 783,0  |
| 25   | Verners Auls       | Lettonia       | 96,0      | 90,0      | 94,5      | 102,0     | 84,0      | 100,5     | 90,0      | 657,0  |

### Classifica finale
La classifica finale è stata determinata dalla regola della maggioranza dei piazzamenti ottenuti dai singoli giudici. Se un pattinatore è stato al primo posto dalla maggioranza dei giudici, il pattinatore è classificato primo in generale, il processo è stato poi ripetuto per ogni posto. Se c'era parità si teneva conto di: 1) Totale ordinali, 2) Punti totali, 3) Punti Figure obbligatorie.
| Pos.    | Concorrente        | Nazione        | Giudici   | Giudici   | Giudici   | Giudici   | Giudici   | Giudici   | Giudici   | Giudici   | Giudici   | Giudici   | Giudici   | Giudici   | Giudici   | Giudici   | MP    | TPO | TP     |
| Pos.    | Concorrente        | Nazione        | Giudice 1 | Giudice 1 | Giudice 2 | Giudice 2 | Giudice 3 | Giudice 3 | Giudice 4 | Giudice 4 | Giudice 5 | Giudice 5 | Giudice 6 | Giudice 6 | Giudice 7 | Giudice 7 | MP    | TPO | TP     |
| Pos.    | Concorrente        | Nazione        | Punti     | PO        | Punti     | PO        | Punti     | PO        | Punti     | PO        | Punti     | PO        | Punti     | PO        | Punti     | PO        | MP    | TPO | TP     |
| ------- | ------------------ | -------------- | --------- | --------- | --------- | --------- | --------- | --------- | --------- | --------- | --------- | --------- | --------- | --------- | --------- | --------- | ----- | --- | ------ |
| Oro     | Karl Schäfer       | Austria        | 422,3     | 1         | 404,7     | 1         | 424,3     | 1         | 418,3     | 1         | 432,6     | 1         | 424,9     | 1         | 431,9     | 1         | 7×1º  | 7   | 2959,0 |
| Argento | Ernst Baier        | Germania       | 401,1     | 4         | 384,2     | 4         | 400,3     | 4         | 403,9     | 2         | 405,1     | 3         | 398,3     | 5         | 412,4     | 2         | 6×4º  | 24  | 2805,3 |
| Bronzo  | Felix Kaspar       | Austria        | 403,4     | 3         | 385,5     | 3         | 409,1     | 2         | 391,4     | 4         | 413,6     | 2         | 396,6     | 7         | 401,4     | 3         | 5×3º  | 24  | 2801,0 |
| 4       | Montgomery Wilson  | Canada         | 408,5     | 2         | 380,7     | 5         | 401,0     | 3         | 402,5     | 3         | 393,3     | 4         | 386,3     | 8         | 389,2     | 5         | 4×4º  | 30  | 2761,5 |
| 5       | Graham Sharpe      | Gran Bretagna  | 394,5     | 6         | 391,0     | 2         | 395,0     | 6         | 382,9     | 7         | 392,3     | 5         | 402,7     | 4         | 400,5     | 4         | 4×5º  | 34  | 2758,9 |
| 6       | Jack Dunn          | Gran Bretagna  | 400,3     | 5         | 378,2     | 6         | 379,8     | 7         | 387,0     | 6         | 385,8     | 6         | 396,6     | 6         | 386,3     | 6         | 6×6º  | 42  | 2714,0 |
| 7       | Marcus Nikkanen    | Finlandia      | 388,9     | 7         | 362,7     | 7         | 398,2     | 5         | 389,4     | 5         | 375,6     | 12        | 374,0     | 9         | 375,9     | 9         | 4×7º  | 54  | 2664,7 |
| 8       | Elemér Terták      | Ungheria       | 369,5     | 10        | 357,7     | 9         | 370,0     | 9         | 382,1     | 8         | 382,6     | 9         | 404,8     | 3         | 385,6     | 8         | 6×9º  | 56  | 2652,3 |
| 9       | Dénes Pataky       | Ungheria       | 370,5     | 9         | 353,0     | 12        | 361,1     | 12        | 363,0     | 11        | 383,4     | 7         | 406,1     | 2         | 386,2     | 7         | 4×9º  | 60  | 2623,3 |
| 10      | Freddie Tomlins    | Gran Bretagna  | 368,8     | 11        | 361,0     | 8         | 351,5     | 14        | 357,6     | 12        | 376,2     | 11        | 362,3     | 10        | 373,1     | 11        | 5×11º | 77  | 2550,5 |
| 11      | Leopold Linhart    | Austria        | 355,4     | 15        | 347,4     | 14        | 363,5     | 11        | 365,3     | 10        | 383,2     | 8         | 358,6     | 12        | 375,8     | 10        | 4×11º | 80  | 2549,2 |
| 12      | Robin Lee          | Stati Uniti    | 388,3     | 8         | 350,2     | 13        | 373,1     | 8         | 365,9     | 9         | 366,6     | 13        | 342,9     | 15        | 354,0     | 14        | 5×13º | 80  | 2541,0 |
| 13      | Erle Reiter        | Stati Uniti    | 361,2     | 12        | 355,2     | 10        | 369,2     | 10        | 355,6     | 13        | 339,8     | 18        | 341,6     | 16        | 347,7     | 16        | 4×13º | 95  | 2470,3 |
| 14      | Hellmut May        | Austria        | 350,4     | 16        | 339,8     | 16        | 348,4     | 16        | 350,9     | 15        | 376,4     | 10        | 360,1     | 11        | 357,6     | 12        | 4×15º | 96  | 2483,6 |
| 15      | Toshiichi Katayama | Giappone       | 334,8     | 20        | 345,1     | 15        | 355,4     | 13        | 353,0     | 14        | 356,4     | 14        | 338,6     | 17        | 348,6     | 15        | 5×15º | 108 | 2431,9 |
| 16      | Geoffrey Yates     | Gran Bretagna  | 359,9     | 13        | 354,4     | 11        | 351,2     | 15        | 347,7     | 18        | 347,1     | 17        | 336,8     | 19        | 343,9     | 17        | 5×17º | 110 | 2441,0 |
| 17      | Lucian Büeler      | Svizzera       | 359,3     | 14        | 338,3     | 17        | 335,7     | 19        | 348,0     | 17        | 350,2     | 16        | 337,1     | 18        | 336,3     | 18        | 4×17º | 119 | 2404,9 |
| 18      | Günther Lorenz     | Germania       | 338,3     | 19        | 336,2     | 18        | 318,2     | 22        | 347,5     | 19        | 350,8     | 15        | 356,5     | 13        | 356,9     | 13        | 4×18º | 119 | 2404,4 |
| 19      | Roman Turuşanco    | Romania        | 339,7     | 18        | 334,8     | 19        | 344,7     | 18        | 348,4     | 16        | 321,4     | 21        | 343,9     | 14        | 331,5     | 22        | 4×18º | 128 | 2364,4 |
| 20      | Kazuyoshi Oimatsu  | Giappone       | 320,1     | 21        | 332,9     | 20        | 344,9     | 17        | 329,7     | 21        | 335,9     | 19        | 335,5     | 20        | 333,3     | 21        | 4×20º | 139 | 2332,3 |
| 21      | Zenjiro Watanabe   | Giappone       | 311,8     | 23        | 310,5     | 22        | 333,7     | 20        | 332,1     | 20        | 334,2     | 20        | 321,9     | 23        | 333,7     | 19        | 4×20º | 147 | 2277,9 |
| 22      | George Hill        | Stati Uniti    | 342,8     | 17        | 316,6     | 21        | 325,9     | 21        | 326,4     | 22        | 314,0     | 22        | 327,4     | 21        | 322,7     | 24        | 4×21º | 148 | 2275,8 |
| 23      | Tsugio Hasegawa    | Giappone       | 312,7     | 22        | 309,7     | 23        | 310,2     | 23        | 324,6     | 23        | 304,8     | 24        | 313,0     | 24        | 327,0     | 23        | 5×23º | 162 | 2202,0 |
| 24      | Jaroslav Sadílek   | Cecoslovacchia | 302,6     | 24        | 282,9     | 24        | 287,1     | 24        | 298,6     | 24        | 308,5     | 23        | 322,1     | 22        | 333,3     | 20        | 7×24º | 161 | 2135,1 |
| 25      | Verners Auls       | Lettonia       | 224,4     | 25        | 222,5     | 25        | 225,7     | 25        | 223,9     | 25        | 211,2     | 25        | 234,5     | 25        | 216,0     | 25        | 7×25º | 175 | 1558,2 |